# 長田 (諫早市)
長田（ながた）は、長崎県諫早市東部の地域である。旧北高来郡長田村。
長田出張所管内の人口は5,345人（2013年11月1日現在）。

## 地理
- 長田川

### 町名
（）内は町名設置前の字名。
- 小豆崎町（西長田小豆崎名）
- 大場町（西長田大古場名）
- 御手水町（西長田古場名、おちょうず）
- 高天町（東長田正尾名）
- 猿崎町（東長田白原名）
- 正久寺町（東長田正尾名）
- 白木峰町（東長田白木峰名）
- 白浜町（東長田白原名）
- 白原町（東長田白原名）
- 中田町（西長田古場名）
- 長田町（東長田道上名、東長田向浜名）
- 西里町（西長田里名）

## 施設

### 公共
- 諫早市役所長田出張所
- みのり会館
- 白木峰高原
- コスモス花宇宙館
- 長田郵便局
- 諫早小豆崎簡易郵便局

### 教育機関

#### 中学校
- 諫早市立長田中学校

#### 小学校
- 諫早市立長田小学校

#### 社会教育施設
- 国立諫早青少年自然の家

## 産業

### 商業

#### ロードサイド店舗
- スーパードラッグコスモス諫早小豆崎町店
- ローソン諫早長田町店
- ファミリーマート諫早高天町店

#### 飲食店
- リンガーハット諫早小豆崎店
- ジョイフル小豆崎店
- 庄屋東諫早店

## 交通

### 鉄道
- JR肥前長田駅

### バス
- 県営バス

### 道路
- 国道207号
- 長崎県道124号大里森山肥前長田停車場線
- 長崎県道184号諫早多良岳線
- 長田バイパス